# Cibarani (Cisata)
Cibarani is een bestuurslaag in het regentschap Pandeglang van de provincie Banten, Indonesië. Cibarani telt 3882 inwoners (volkstelling 2010).